# Сперит
Сперит (рос. сперрит, спёррит; англ. spurrite; нім. Spurrit m) — мінерал, силікат кальцію острівної будови з додатковим аніоном СО32–.
Названий за прізвищем американського колекціонера мінералів Дж. Е. Сперра (J.E.Spurr), F.E.Wright, 1908.

## Опис
Хімічна формула: Са5[CO3|(SiO4)2].
Склад у % (з родов. Велардена, Мексика): CaO — 62,34; CO2 — 9,73; SiO2 — 26,96.
Сингонія моноклінна. Призматичний вид. Форми виділення: таблитчасті кристали, зернисті аґреґати, іноді округлі зерна діаметром бл. 1 см, видовжені кристали. Спайність досконала по (001). Густина 3,014. Тв. 5,0-5,5. Колір сірий, сірувато-білий, безбарвний. Блиск скляний. Стійкий до температурного впливу (до 1380 оС). Рідкісний контактовий мінерал. Утворюється в умовах малого тиску та підвищеної т-ри. Продукт контактового метаморфізму санідинітової фації у мармурах. Супутні мінерали: мервініт, ґросуляр, геленіт, везувіан, воластоніт, ларніт, шпінель.

## Розповсюдження
Знахідки: Скеут-Гілл (Ірландія), Дуранго (Мексика), Крестмор, штат Каліфорнія (США).